# Комерсиално изкуство
Комерсиалното изкуство е изкуство, използвано с комерсиални цели, например реклами. Сега този термин е остарял и е заместен от названието „визуална комуникация“.
Комерсиалното изкуство може да включва в себе си много жанрове и категории художествени техники като:
- Илюстрация,
- Графичен дизайн,
- Фотография,
- Телевизионни реклами,
- Музикални видеоклипове,
- Анимация.